# Famille Tesauro
Pour les articles homonymes, voir Tesauro.
Cette page explique l’histoire ou répertorie les différents membres de la famille Tesauro.
Tesauro est le patronyme porté par les personnes suivantes qui appartiennent à la même lignée et constitue une famille d'artistes italiens des peintres napolitains :

## Trecento
- Filippo Tesauro (1260 - 1340) (1-2)
- Tomasso Tesauro (mort en 1346), noté comme maître de Simone Maestro  (2)

## Quattrocento et Cinquecento
- Pippo Tesauro (3)
- Bernardo Tesauro (1440 - 1500) (2)
  - Raimo Epifanio Tesauro (1480 - 1511), son neveu (1-2)

## Sources
1. Louis-Maïeul Chaudon, Dictionnaire universel, historique, critique, et bibliographique : Suivie de tables chronologiques, publié par Mame, 1812
2. Jacques Nicolas Paillot de Montabert, Traité complet de la peinture, publié par J.F. Delion, 1829
3. Bernardo De Dominici,  Vite dei Pittori, Scultori, ed Architetti Napolitani, 1742